# NGC 899
NGC 899 este o galaxie situată în constelația Balena. A fost descoperită în 13 noiembrie 1835 de către John Herschel. Se află la o distanță de 20,83 de megaparseci de Pământ.